# Рудик Степан
Рудик Степан (1890, м. Тисьмениця, нині Івано-Франківської області України — 1939, місце смерті невідоме) — український політичний діяч, член КПЗУ, журналіст.

## Життєпис
Степан Рудик народився в міщанській родині у місті Тисьмениця (Галичина).
Редагував у Львові у 1923—1931 роках літературно-політичний місячник «Культура» (марксистського напряму). За оборону шумськізму і хвильовизму усунений 1927 року з партії.
Один із натхненників руху більшовиків на Західній Україні і член КПЗУ. Як журналіст, писав статті на злободенні для селян-галичан тематики, а також на загальнополітичні теми.
З роками, все більше обстоював проукраїнське соціалістичне спрямування їх руху, і тим самим пішов супроти промосковськи настроєних членів КПЗУ (Комуністичної Партії Західної України). Невдовзі, керівництво таки усунуло Степана Рудика з числа членів партії, як апологета та оборонця «шумськізму» та «хвильовізму» на Західній Україні. Але Рудик не полишав своїх ідей й очолив «опозиційну фройду», гуртуючи (впродовж 1927—1939 років) проукраїнсько спрямованих прихильників комуністично-соціалістичних ідей.
Після приєднання Західної України до СРСР в 1939 році Степан Рудик був заарештований НКВС, подальша його доля не відома (вважається, що він загинув, як й більшість керівників КПЗУ).